# Parco Leopardi
Il parco Leopardi è un parco di Torino.
Situato nella zona precollinare, è caratterizzato da un viale alberato che si sviluppa in sette tornanti. La flora è composta principalmente da sequoie, platani e altri alberi, che garantiscono una buona ombreggiatura.
In una zona pianeggiante verso la metà del parco si trovano un'area giochi per bambini e una tettoia
È un punto di accesso ciclistico ed escursionistico per la collina torinese, attraverso il sentiero 16 per il Colle della Maddalena
L'accesso a valle, che si affaccia su Corso Moncalieri nei pressi del ponte Isabella, è dotato di un piccolo parcheggio. L'accesso a monte si affaccia su Strada Antica di San Vito e permette di continuare verso l'omonimo parco

## Storia
A metà '700 la famiglia Quarello, composta da ricchi mercanti, costruì in quest'area la Villa San Severino, successivamente appartenuta anche alle famiglie Roero e Calvi di Bergolo. Questi ultimi vendettero l'intera proprietà al Comune di Torino, che nel 1937 la adibì a parco pubblico.
In occasione della Seconda Guerra Mondiale qui venne allestita una rete di cunicoli in funzione di riparo anti-aereo per la popolazione: i quattro ingressi sono ancora visibili ed identificabili dalla sigla P.A.A. (Protezione Anti Aerea), benché murati e non accessibili.